# The Sign (альбом Ace of Base)
The Sign — другий студійний альбом 1993 року шведської поп-групи Ace of Base, випущений як дебютний альбом гурту в Північній Америці та деяких країнах Латинської Америки лейблом Arista Records. The Sign містить пісні з дебютного альбому Ace of Base Happy Nation (1992) і нові пісні «Don't Turn Around», «The Sign» і «Living in Danger», а також переглянуті версії «Voulez-Vous Danser» і «Waiting for Magic».
The Sign входить до списку 100 найбільш продаваних альбомів усіх часів Асоціацією звукозаписної індустрії Америки (RIAA), продажі якого перевищили 21 мільйон копій. Сам альбом заробив Arista Records 42 мільйони доларів і був номінований як найкращий поп-альбом на премії «Греммі» в 1995 році. The Sign займав першу трійку в чарті Billboard 200 26 тижнів поспіль. Альбом і однойменний сингл є єдиним синглом або альбомом шведської групи, який займає перше місце в Billboard на кінець року. 

## Передумови
Альбом мав вийти в США 26 жовтня 1993 року під назвою Happy Nation. Однак їхній лейбл, Arista Records, відклав випуск альбому, щоб гурт додав два радіоприйнятні сингли. Двома додатковими треками були: «The Sign» і «Living in Danger». Зрештою альбом був випущений 23 листопада 1993 року. Щоб збігтися з випуском The Sign, Happy Nation було перевидано в Європі, Мексиці та Австралії як Happy Nation (US Version). Ці релізи містили нові треки та переглянуті версії, включені до The Sign, а також новий трек «Hear Me Calling» і ремікс «Happy Nation». 

## Комерційне виконання
The Sign входить до списку 100 найбільш продаваних альбомів усіх часів Асоціацією звукозаписної індустрії Америки (RIAA) з продажами понад 21 мільйон копій. Сам альбом заробив Arista Records 42 мільйони доларів і був номінований як найкращий поп-альбом на премії «Греммі» в 1995 році. The Sign займав першу трійку в чарті Billboard 200 протягом 26 тижнів поспіль. Альбом і однойменний сингл є єдиним синглом або альбомом шведської групи, який займає перше місце в загальних списках Billboard на кінець року. 

## Список композицій
1. «All That She Wants»
2. «Don't Turn Around»
3. «Young and Proud»
4. «The Sign»
5. «Living in Danger»
6. «Dancer in a Daydream»
7. «Wheel of Fortune»
8. «Waiting for Magic» (Total remix 7")
9. «Happy Nation»
10. «Voulez-Vous Danser»
11. «My Mind» (Mindless mix)
12. «All That She Wants» (Banghra version)
13. «Mr. Ace» (demo 1991)

## Чарти
| Чарт (1993–1994)                   | Пік position |
| ---------------------------------- | ------------ |
| Canada requires value for chartid= | 1            |
| США Billboard 200                  | 1            |

| Чарт (1994)                 | Позиції |
| --------------------------- | ------- |
| Canada Top Albums/CDs (RPM) | 1       |
| US Billboard 200            | 1       |
| Чарт (1995)                 | Позиція |
| Canada Top Albums/CDs (RPM) | 19      |
| US Billboard 200            | 47      |

## Відеоальбом
Деякі пісні з альбому також були випущені як колекція відео Ace of Base, випущена влітку 1994 року на відео VHS у Північній Америці. Видання Laserdisc з'явилися і в Японії. 